# Liste der Straßen und Plätze im 17. Arrondissement (Paris)
Diese Liste führt alle Straßen und Plätze im 17. Arrondissement von Paris auf.

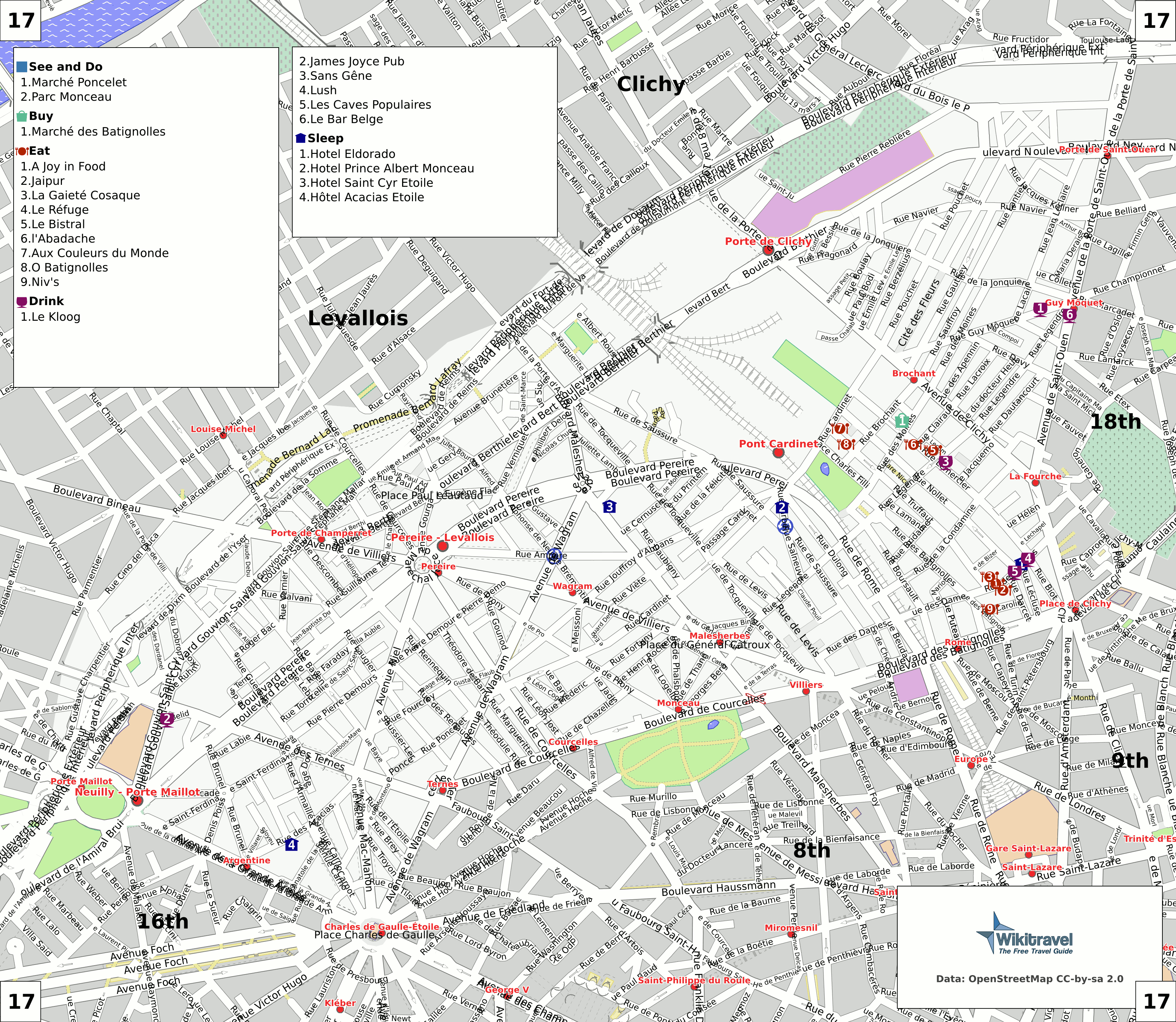
Plan des 17. Arrondissements von Paris

## Liste

### A
- Rue de l’Abbé-Rousselot
- Rue Abel-Truchet
- Passage des Acacias
- Rue des Acacias
- Place Aimé-Maillart
- Rue Albert-Roussel
- Rue Albert-Samain
- Rue Alexandre-Charpentier
- Rue Alfred-de-Vigny
- Rue Alfred-Roll
- Rue Alphonse-De-Neuville
- Rue Ampère
- Rue Anatole-de-La-Forge
- Rue André-Bréchet
- Rue André-Suarès
- Rue des Apennins
- Voie AQ/17
- Voie AR/17
- Rue de l’Arc-de-Triomphe
- Rue d’Armaillé
- Rue d’Armenonville
- Place Arnault-Tzanck
- Rue Arthur-Brière
- Avenue des Arts
- Vie AS/17
- Voie AT/17
- Voie AU/17
- Villa Aublet
- Rue Auboin
- Rue Aumont-Thiéville
- Boulevard d’Aurelle-de-Paladines
- Voie AV/17
- Square de l’Aveyron
- Voie AW/17
- Voie AX/17
- Voie AY/17
- Voie AZ/17

### B
- Voie BA/17
- Rue Balny-D’Avricourt
- Rue Baron
- Rue Barye
- Boulevard des Batignolles
- Rue des Batignolles
- Rue Bayen
- Voie BB/17
- Voie BC/17
- Voie BD/17
- Voie BE/17
- Rue Belidor
- Promenade Bernard-Lafay
- Boulevard Berthier
- Villa Berthier
- Passage Berzélius
- Rue Berzélius
- Boulevard Bessières
- Rue Bessières
- Rue Beudant
- Voie BF/17
- Voie BG/17
- Voie BH/17
- Voie BI/17
- Rue Biot
- Rue de Bizerte
- Voie BJ/17
- Voie BN/17
- Voie BO/17
- Boulevard du Bois-le-Prêtre
- Passage Boulay
- Rue Boulay
- Place Boulnois
- Impasse Boursault
- Rue Boursault
- Voie BP/17
- Rue Brémontier
- Place du Brésil
- Rue Brey
- Rue Bridaine
- Rue Brochant
- Rue Brunel
- Avenue Brunetière

### C
- Rue Camille-Blaisot
- Rue Camille-Pissarro
- Rue du Capitaine-Lagache
- Rue du Caporal-Peugeot
- Rue Cardan
- Passage Cardinet
- Rue Cardinet
- Avenue Carnot
- Rue Caroline
- Rue Catulle-Mendès
- Rue Cernuschi
- Impasse Chalabre
- Avenue de la Chapelle
- Place Charles-de-Gaulle
- Place Charles-Fillion
- Rue Charles-Gerhardt
- Rue Charles-Tournemire
- Avenue des Chasseurs
- Passage Chatelet
- Rue de Chazelles
- Rue de Chéroy
- Rue Christine-de-Pisan
- Avenue du Cimetière-des-Batignolles
- Rue Cino-Del-Duca
- Rue Clairaut
- Rue Claude-Debussy
- Square Claude-Debussy
- Rue Claude-Pouillet
- Avenue de Clichy
- Place de Clichy
- Rue Collette
- Rue du Colonel-Manhès
- Rue du Colonel-Moll
- Rue des Colonels-Renard
- Passage du Commandant-Charles-Martel
- Villa Compoint
- Boulevard de Courcelles
- Rue de Courcelles
- Rue de la Crèche
- Rue Curnonsky

### D
- Voie D/17
- Rue des Dames
- Rue Darcet
- Rue des Dardanelles
- Rue Daubigny
- Rue Dautancourt
- Rue Davy
- Rue du Débarcadère
- Impasse Deligny
- Rue Denis-Poisson
- Rue Déodat-de-Séverac
- Rue Descombes
- Rue Des Renaudes
- Impasse des Deux-Cousins
- Boulevard de Dixmude
- Rue du Dobropol
- Place du Docteur-Félix-Lobligeois
- Rue du Docteur-Heulin
- Rue du Docteur-Paul-Brousse
- Passage Doisy
- Square de la Dordogne
- Boulevard de Douaumont
- Rue de Dreux
- Rue Dulong

### E
- Voie E/17
- Rue Édouard-Detaille
- Rue Émile-Allez
- Rue Émile-Borel
- Avenue Émile-et-Armand-Massard
- Rue Émile-Level
- Square Emmanuel-Chabrier
- Rue des Épinettes
- Villa des Épinettes
- Rue Ernest-Goüin
- Rue Ernest-Roche
- Rue de l’Étoile
- Rue Eugène-Flachat

### F
- Voie F/17
- Rue Faraday
- Rue de la Félicité
- Rue Félix-Pécaut
- Cité Férembach
- Rue des Fermiers
- Rue Fernand-Cormon
- Square Fernand-de-la-Tombelle
- Rue Fernand-Pelloutier
- Cité des Fleurs
- Rue Floréal
- Passage Flourens
- Boulevard du Fort-de-Vaux
- Rue Fortuny
- Rue Fourcroy
- Rue Fourneyron
- Rue Fragonard
- Rue Francis-Garnier
- Rue Frédéric-Brunet
- Rue Fructidor

### G
- Voie G/17
- Square Gabriel-Fauré
- Rue Galvani
- Square Gaston-Bertandeau
- Rue Gauguin
- Rue Gauthey
- Passage Geffroy-Didelot
- Place du Général-Catroux
- Rue du Général-Henrys
- Allée du Général-Koenig
- Place du Général-Koenig
- Rue du Général-Lanrezac
- Rue Georges-Berger
- Rue Gervex
- Rue Gounod
- Avenue Gourgaud
- Boulevard Gouvion-Saint-Cyr
- Square Gouvion-Saint-Cyr
- Square du Graisivaudan
- Avenue de la Grande-Armée
- Villa de la Grande-Armée
- Rue Guersant
- Rue Guillaume-Tell
- Villa Guizot
- Rue Gustave-Charpentier
- Rue Gustave-Doré
- Rue Gustave-Flaubert
- Rue Guttin
- Rue Guy-Môquet

### H
- Voie H/17
- Rue Hélène
- Rue d’Héliopolis
- Square Henri-Duparc
- Rue Henri-Rochefort
- Rue Hérault-de-Séchelles
- Passage de la Hutte-au-Garde

### I
- Place d’Israël

### J
- Rue Jacquemont
- Villa Jacquemont
- Rue Jacques-Bingen
- Rue Jacques-Ibert
- Rue Jacques-Kellner
- Rue Jadin
- Rue Jean-Baptiste-Dumas
- Rue Jean-Leclaire
- Rue Jean-Louis-Forain
- Rue Jean-Moréas
- Rue Jean-Oestreicher
- Rue Jouffroy-D’Abbans
- Cité Joyeux
- Rue Jules-Bourdais
- Place Jules-Renard
- Rue Juliette-Lamber

### K
- Voie K/17

### L
- Rue La Condamine
- Impasse de La Jonquière
- Rue de La Jonquière
- Rue Labie
- Rue Lacaille
- Rue Lacroix
- Rue Lamandé
- Rue Lantiez
- Villa Lantiez
- Rue Laugier
- Villa Laugier
- Rue Le Chatelier
- Rue Lebon
- Rue Lebouteux
- Rue Lechapelais
- Rue Lécluse
- Rue Lecomte
- Passage Legendre
- Rue Legendre
- Impasse Léger
- Cité Lemercier
- Rue Lemercier
- Rue Léon-Cogniet
- Rue Léon-Cosnard
- Rue Léon-Droux
- Rue Léon-Jost
- Impasse de Lévis
- Place de Lévis
- Rue de Lévis
- Rue de Logelbach
- Place Louis-Bernier
- Rue Louis-Loucheur
- Rue Louis-Vierne
- Place Loulou-Gasté

### M
- Avenue Mac-Mahon
- Place des Magasins-de-l’Opéra-Comique
- Boulevard Malesherbes
- Rue Marcel-Renault
- Place du Maréchal-Juin
- Rue Marguerite-Long
- Rue Margueritte
- Rue Maria-Deraismes
- Cité Marie
- Rue Mariotte
- Rue du Marquis-d’Arlandes
- Impasse Marty
- Square de la Mayenne
- Rue Médéric
- Rue Meissonier
- Rue du Midi
- Rue Milne-Edwards
- Rue des Moines
- Rue de Monbel
- Square Monceau
- Villa Monceau
- Passage Moncey
- Place Monseigneur-Loutil
- Rue du Mont-Dore
- Rue de Montenotte

### N
- Impasse Naboulet
- Rue Navier
- Avenue de Neuilly
- Place du Nicaragua
- Rue Nicolas-Chuquet
- Square Nicolaÿ
- Avenue Niel
- Villa Niel
- Rue Nollet
- Square Nollet

### P
- Avenue Paul-Adam
- Rue Paul-Bodin
- Rue Paul-Borel
- Place Paul-Léautaud
- Square Paul-Paray
- Place Paul-Tortelier
- Avenue des Pavillons
- Impasse du Pèlerin
- Boulevard Pereire
- Boulevard Pershing
- Avenue de Péterhof
- Rue Petiet
- Passage Petit-Cerf
- Rue de Phalsbourg
- Rue Philibert-Delorme
- Rue Pierre-Demours
- Rue Pierre-Rebière
- Passage Poncelet
- Rue Poncelet
- Rue de Pont-à-Mousson
- Avenue de la Porte-d’Asnières
- Avenue de la Porte-de-Champerret
- Place de la Porte-de-Champerret
- Avenue de la Porte-de-Clichy
- Avenue de la Porte-de-Saint-Ouen
- Avenue de la Porte-des-Ternes
- Avenue de la Porte-de-Villiers
- Place de la Porte-Maillot
- Avenue de la Porte-Pouchet
- Passage Pouchet
- Rue Pouchet
- Rue du Printemps
- Rue de Prony
- Place Prosper-Goubaux
- Cité de Pusy
- Rue Puteaux
- Rue Puvis-de-Chavannes

### Q
- Voie Q/17

### R
- Rue Raymond-Pitet
- Rue Redon
- Boulevard de Reims
- Rue Rennequin
- Place de la République-de-l’Équateur
- Place de la République-Dominicaine
- Square du Rhône
- Place Richard-Baret
- Rue Roberval
- Rue Roger-Bacon
- Rue de Rome
- Passage Roux
- Rue Rudolf-Noureev
- Rue Ruhmkorff

### S
- Voie S/17
- Rue de Sablonville
- Passage Saint-Ange
- Villa Saint-Ange
- Villa Sainte-Croix
- Place Saint-Ferdinand
- Rue Saint-Ferdinand
- Place Saint-Jean
- Rue Saint-Jean
- Rue Saint-Just
- Rue de Saint-Marceaux
- Passage Saint-Michel
- Avenue de Saint-Ouen
- Impasse Saint-Ouen
- Cour Saint-Pierre
- Rue de Saint-Senoch
- Rue Salneuve
- Avenue de Salonique
- Rue Sauffroy
- Rue Saussier-Leroy
- Rue de Saussure
- Rue de Senlis
- Rue du Sergent-Hoff
- Rue Sisley
- Boulevard de la Somme
- Passage du Souvenir
- Rue Stéphane-Grappelli
- Avenue Stéphane-Mallarmé
- Place Stuart-Merrill

### T
- Rue des Tapisseries
- Rue Tarbé
- Square du Tarn
- Avenue des Ternes
- Place des Ternes
- Rue des Ternes
- Villa des Ternes
- Rue de la Terrasse
- Villa de la Terrasse
- Rue de Thann
- Rue Théodore-de-Banville
- Rue Théodule-Ribot
- Square du Thimerais
- Rue de Tilsitt
- Rue de Tocqueville
- Square de Tocqueville
- Rue Torricelli
- Rue Toulouse-Lautrec
- Place Tristan-Bernard
- Rue Troyon
- Rue Truffaut

### V
- Square de Vaucluse
- Place de Verdun
- Rue Vernier
- Rue Verniquet
- Avenue de Verzy
- Rue Viète
- Rue Villaret-De-Joyeuse
- Square Villaret-De-Joyeuse
- Rue Villebois-Mareuil
- Avenue de Villiers
- Place du Vingt-Deux-Novembre-1943
- Square de Vivarais

### W
- Avenue de Wagram
- Place de Wagram
- Rue Waldeck-Rousseau

### Y
- Boulevard de l’Yser
- Avenue Yves-Du-Manoir
- Place Yvon-et-Claire-Morandat